# Platycapnos spicata
Platycapnos spicata és una espècie que pertany a la família de les papaveràcies.

## Etimologia
- Platycapnos: mot llatí compost per πλατύς (platýs, aplanat, estés) i καπνός (capnos, fum, fumària). Degut a la seua semblança amb el gènere Fumaria i la forma aplanada de les seues llavors.[1]
- spicata: mot llatí que significa espiga.[1]

## Noms vernacles
platicapne, fumària (C), fumaterra (CN), fumisterre, gallarets (C), herba dels innocents (CN) i pixallits (CN).

## Descripció
Teròfit glauc, glabre i uni o multicaule. Les seues tiges fan fins a 45 cm i estan ramificades. Les fulles són pinnatisectes, amb segments terminals de fins a 6 mm, divaricats o més o menys paral·lels, linears, mentre que les inferiors de fins a 15 x 3 cm, llargament peciolades i les superiors de fins a 5 cm i sèssils. La inflorescència és un raïm de 1-2,5 cm, són oblongoideus, terminals o oposats a les fulles, llargament pedunculats, molt densos, amb 20-80 flors. Les bràctees de 1-1,5 mm, són lanceolades, una mica més llargues que el pedicel. Les flors mesuren 4,8-7 mm, amb part superior porpra, rares vegades verdosa, seguida normalment d'una taca groga, i la resta és blanquinosa. Després de l'antesi queden pèndules. Els sèpals fan 1,5-2 mm, i són lanceolats. El pètal superior té un esperó curt d'una 1/8-1/10 part de la llargària de la flor, amb dos lòbuls laterals ben marcats en el 1/3 superior. El fruit és un aqueni de 2,5-3,5 x 1,8-2 mm, és el·líptic o obovat-el·líptic, amb la part basal estreta, comprimit, amb marge engrossit i cares tuberculat-rugós. Floreix de març a juny. El seu nombre cromosòmic és 2n = 32.

## Hàbitat i distribució
Habita en conreus, terres cultivades, sòls alterats, garroferars, oliverars i vores de camins en terrenys de secà, generalment sobre sòls rics en bases.
Es pot trobar al sud-oest d'Europa, nord d'Àfrica i la Macaronèsia. A les Illes Balears només es presenta a Eivissa i dispersa per tota península Ibèrica (excepte el sector nord-occidental), inclosos els Països Catalans. Des del nivell del mar fins als 1000 m d'altitud.

## Usos
Conté principis actius, alcaloides, sals minerals, mucílags i vitamines. Tradicionalment s'ha emprat com a depurativa, diürètica i hipotensora. No obstant això, pels alcaloides que conté no s'aconsella el seu consum, ja que poden provocar, a més d'addicció, efectes desagradables en l'organisme.

## Galeria

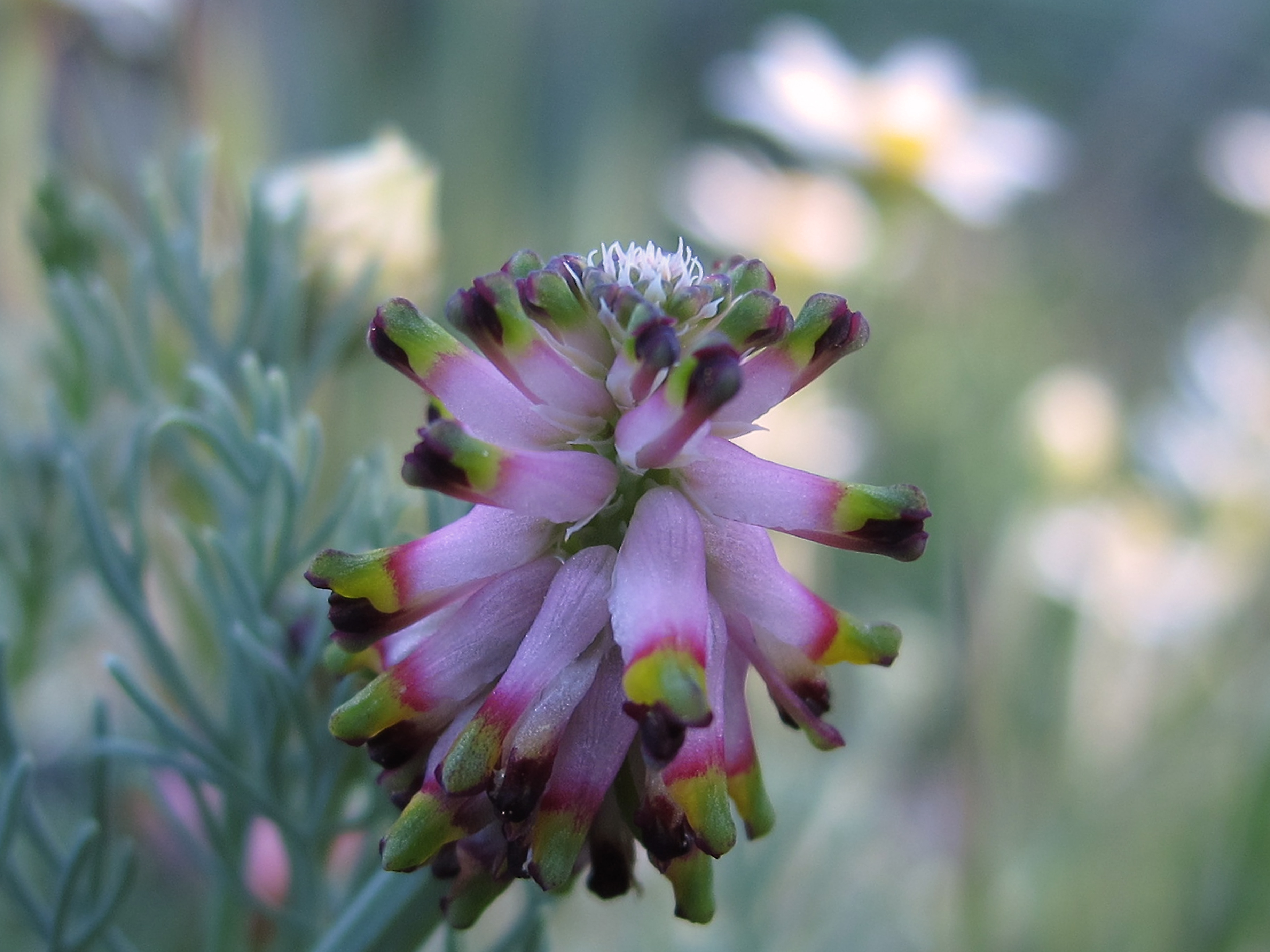
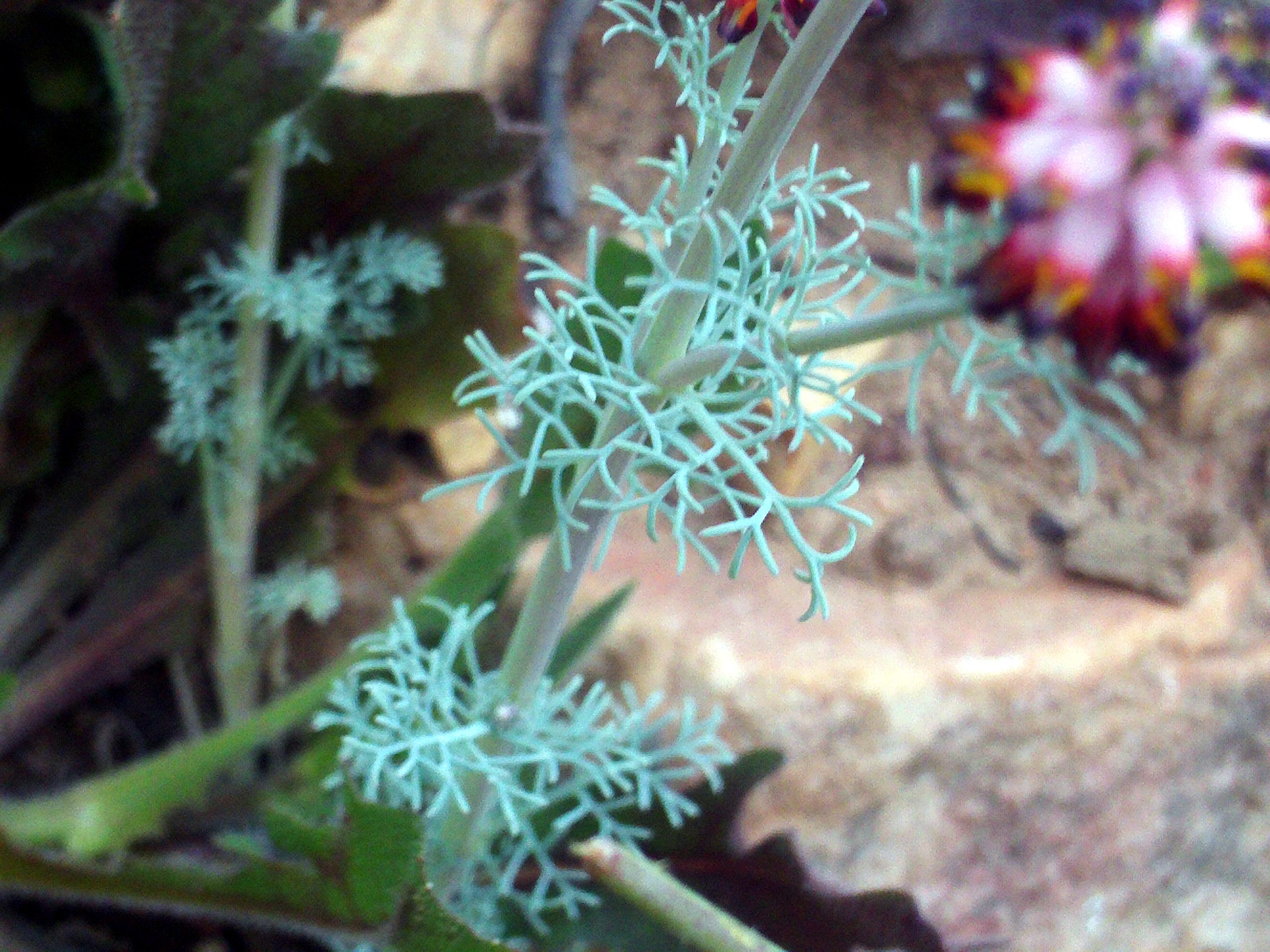
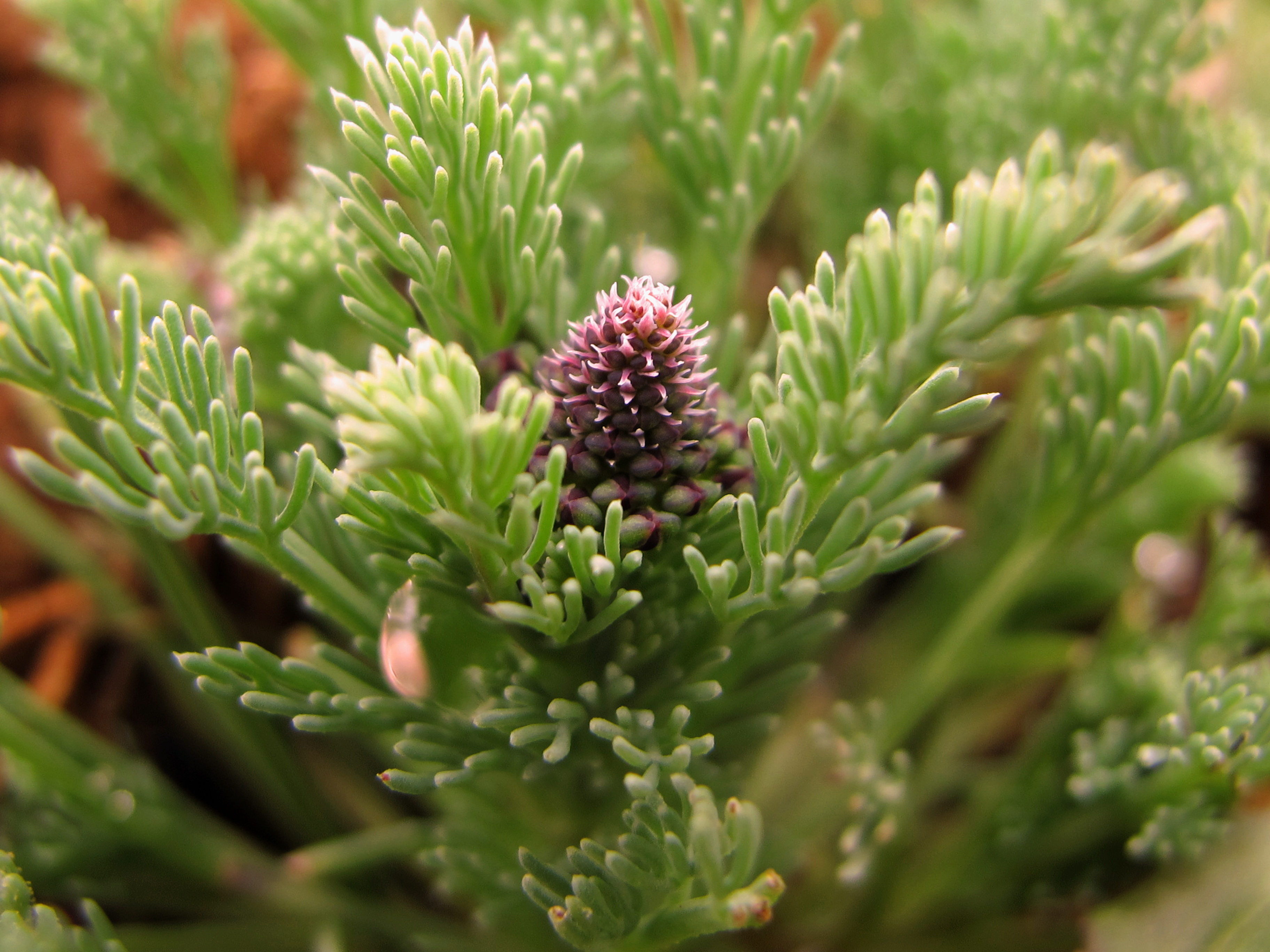
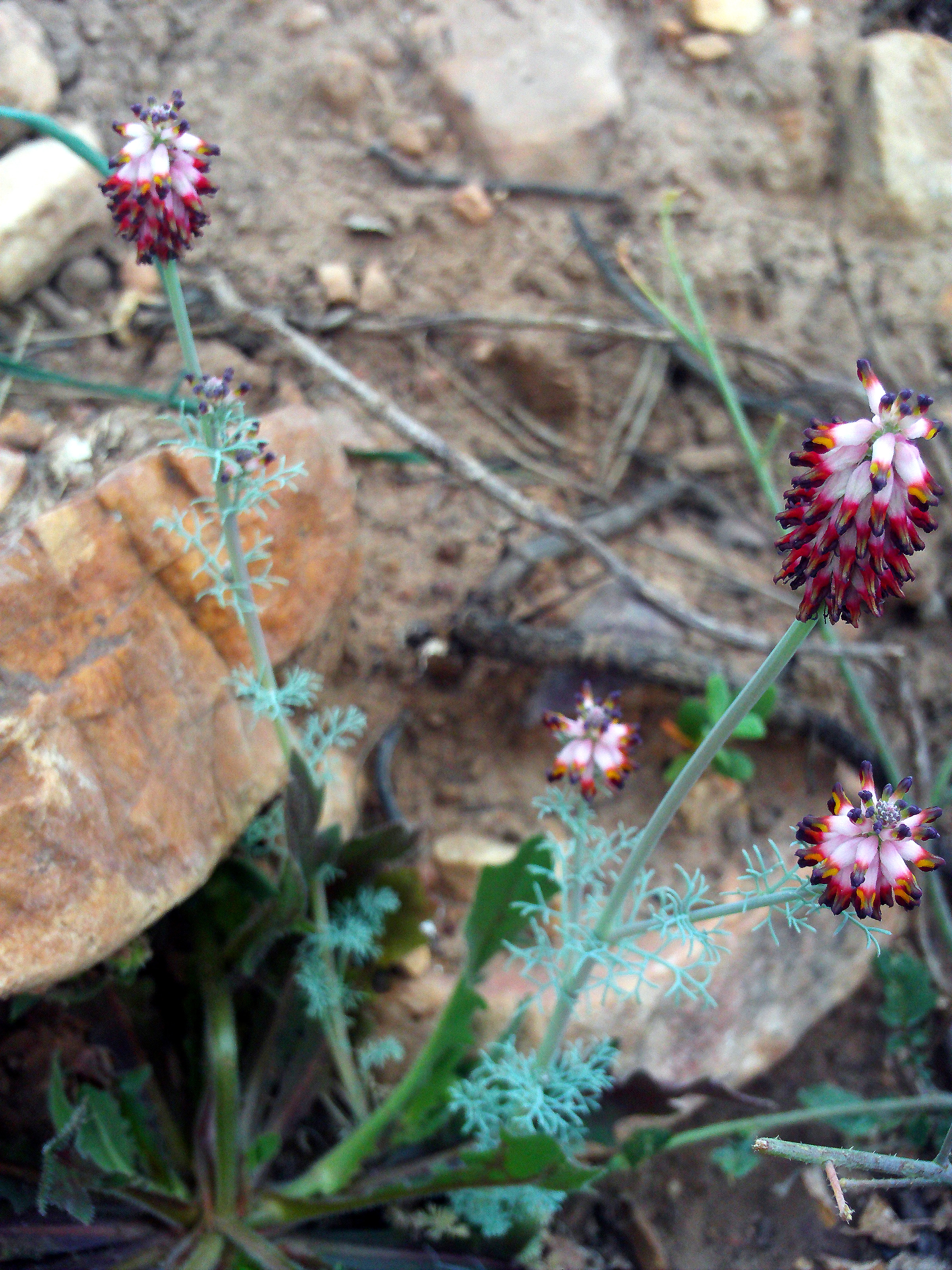
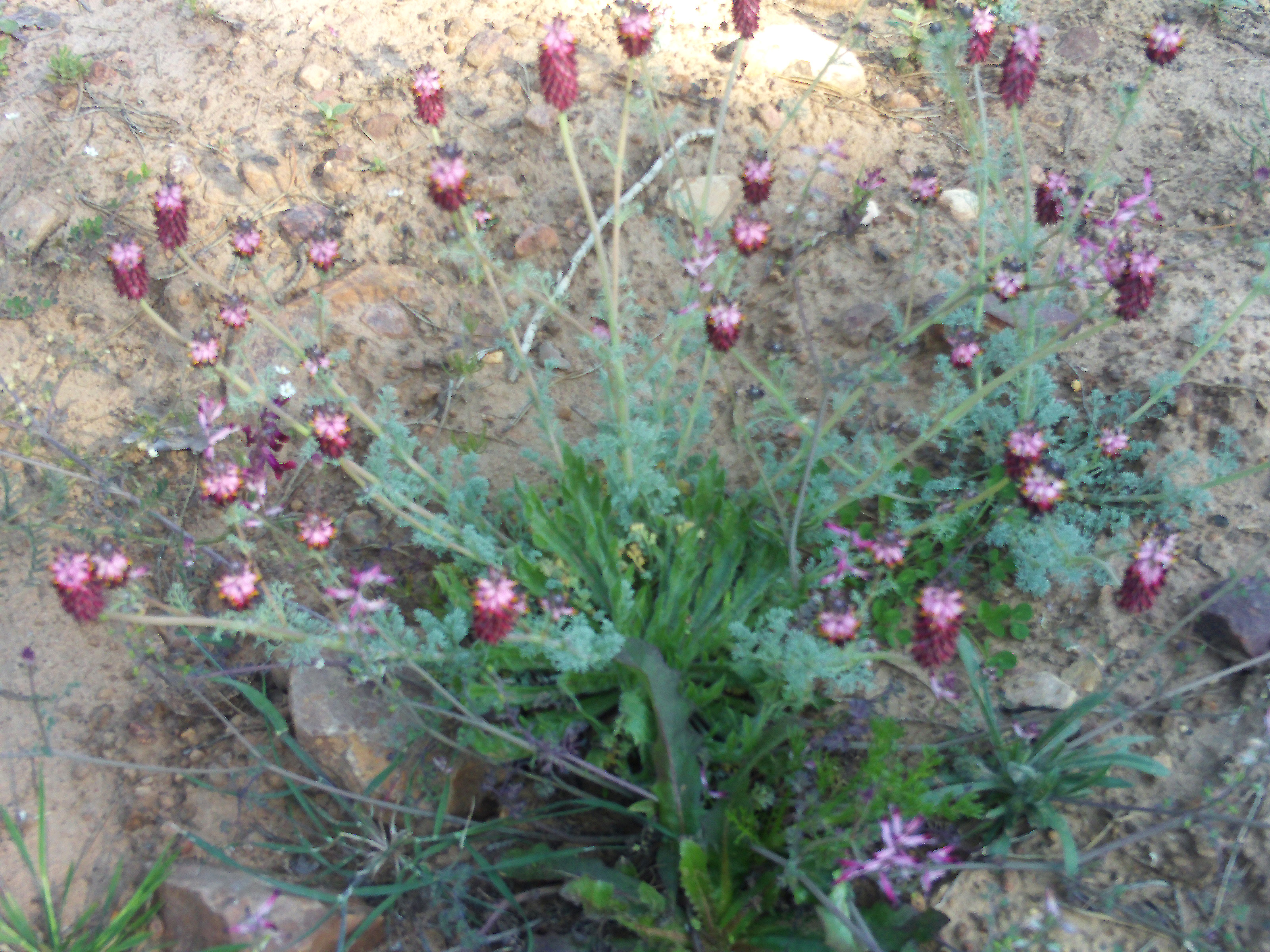